# Вони живуть
«Вони живуть» (англ. They Live) — американський сатиричний фантастичний фільм з елементами антиутопії і горору 1988 року сценариста і режисера Джона Карпентера за оповіданням Рея Нельсона «О восьмій ранку» (англ. Eight O'Clock in the Morning).
Головні ролі виконували Родді Пайпер, Кіт Девід і Мег Фостер. Сюжет розгортається навколо безіменного бродяги (в титрах він названий за прізвищем «Нада»; ім'я не зазначене і там, але в оповіданні-першоджерелі його звали «Джордж Нада»). Він випадково знаходить окуляри, в яких бачить правду про світ: правлячий клас Землі насправді є інопланетянами, які приховують свій зовнішній вигляд і маніпулюють людьми, щоб поширювати рабську покору й споживацтво через засоби масової інформації.
Фільм окупив свій бюджет в чотири рази та отримав позитивні відгуки критиків і чотири номінації.

## Сюжет
Нада, безробітний з Колорадо, мандрує в пошуках роботи. У Лос-Анджелесі, куди він прибув відшукати щастя, Нада влаштувався чорноробом на будівництво. Дах над головою йому допомагає знайти темношкірий робітник Френк, з яким він здружився. Одного разу, дивлячись телевізор з іншими робітниками, Нада стає свідком зламу сигналу. Якийсь чоловік розповідає, що світові еліти паразитують на масах бідняків, але його сприймають за божевільного. Френк визнає, що влада несправедлива, проте він законослухняний і радить Наді не перешкоджати їй.
Згодом Нада цікавиться церквою, розташованою поблизу. Він заходить усередину та бачить, що там немає прихожан, а їхній спів записаний на магнітофон. У церкві діє група диверсантів, які сперечаються між собою: почати збройні напади чи продовжити поширення «лінз правди». Невдовзі на церкву здійснює облаву поліція. Нада випадково знаходить у комірчині коробку з сонцезахисними окулярами. Після того як поліція, яка здійснила розгром, поїхала, головний герой повертається й одягає окуляри. В них він бачить, що реклама повсюди рясніє гаслами-наказами: «Споживай!», «Розмножуйся!», «Спи!». Такими ж наказами наповнені сторінки преси.
Звернувши погляд на людей, Нада з'ясовує, що жителі Лос-Анджелеса поділяються на два типи. Перший — нормальні люди, як і він сам. Другий тип — істоти з обличчями-черепами, але решта сприймають їх за звичайних людей. Нада глузує з вигляду цих істот і привертає їхню увагу. Виявляється, що всі вони мають годинники-рації, за допомогою яких також можуть телепортуватися. Тікаючи, йому вдається захопити в поліції дробовик і влаштувати стрілянину. Але сили нерівні, тому Нада примушує жінку Голлі, котру побачив на автостоянці, відвезти його до неї додому.
Вдома у Голлі Нада намагається переконати її, що в окулярах видно правду. Голлі погоджується з усім, що він каже, але коли той повертається спиною, викидає Наду з вікна. Кілька днів він переховується і повертається до Френка. Той наказує забиратися. Нада погоджується, але наостанок вимагає аби Френк одягнув окуляри. Френк відмовляється і чоловіки починають битися. Нада зазнає поразки, але йому вдається одягнути на Френка окуляри і той бачить тих самих істот.
Нада з Френком ховаються в номері готелю. Вони міркують що робити і вирішують розшукати авторів послання, яке бачили по телевізору. Їх запрошують на збори підпілля, де його керівник пояснює, що світові еліти перебувають у союзі з інопланетянами. Мета прибульців — жити в своє задоволення, поки вистачить ресурсів планети; Земля — вже їхня третя планета. В обмін на допомогу політиків, бізнесменів і медійників, прибульці забезпечують їх багатствами, а тим часом змінюють клімат планети парниковими газами під себе. Завдяки сигналу особливої частоти вони змушують людей не помічати інопланетян і розміщених повсюдно написів-наказів, які роблять людей пасивними слугами. Повстанці дають Наді та Френку контактні лінзи, що мають той же ефект, як і окуляри. Коли повстанці планують атакувати телевізійний центр, звідки транслюється сигнал, на їхню криївку нападає поліція. Нада користується зламаним годинником прибульців, який переносить його і Френка на базу загарбників.
База виявляється під телевізійним центром, де прибульці та політики зібралися на святкування. Їх зустрічає дворецький, сприйнявши за очікуваних гостей. Дворецький проводить екскурсію і Нада просить показати центр трансляції сигналу. Опинившись там, Нада і Френк розстрілюють охоронців і вриваються всередину, а дворецький телепортується. Голлі показує Наді антену, що транслює сигнал, але потім застрелює Френка й Наду. Помираючи, Нада підриває антену. Диверсія вдалася: тепер усім людям відкривається справжній вигляд прибульців з їхніми жахливими обличчями.

## У ролях
- Родді Пайпер — Нада
- Кіт Девід — Френк
- Мег Фостер — Голлі
- Джордж «Бак» Флауер — бродяга
- Пітер Джейсон — Гілберт
- Реймонд Сейнт-Жак — вуличний проповідник
- Джейсон Робардс III — сім'янин
- Джон Лоуренс — бородань
- Сьюзен Барнс — шатенка
- Сай Річардсон — чорний революціонер
- Венді Брейнард — дочка сім'янина
- Люсіль Мередіт — жінка інтерв'юер
- Сьюзен Бленчард — інженю
- Норман Олден — майстер
- Дена Бреттон — чорний наркоман
- Джон Ф. Гофф — добре одягнений клієнт
- Норм Вілсон — продавець
- Тельма Лі — заможна леді
- Стреттон Леопольд — депресивний чоловік
- Рецца Шан — араб клерк
- Норман Хауелл — біловолосий поліцейський
- Ларрі Дж. Франко — сусід
- Том Сірл — байкер
- Роберт Грасмер — пошарпаний блондин
- Вінс Іннео — охоронець прохідної 1
- Боб Хадсон — охоронець прохідної 2
- Джон Пол Джонс — менеджер
- Денніс Космо Майкл — чоловік ведучий новин
- Ненсі Гі — жінка ведуча новин
- Клаудія Стенлі — молода жінка виконавець
- Крістін Енн Баур — жінка на телефоні
- Ейлін Вессон — секретар
- Грегорі Дж. Барнетт — охоронець 1
- Джиммі Нікерсон — охоронець 2
- Керрі Розелл — охоронець
- Сіббі Деніла — гола жінка
- Джефф Імада — чоловік-прибулець
- Мішель Костільо — жінка-прибулець

в титрах не вказані:
- Джеб Стюарт Адамс — бездомна дитина
- Дженніфер Остін — дівчина
- Майкл Форіно — прибулець у барі
- Роберт В. Грін — телемайстер
- Хелен Келлі — жінка на званому обіді
- Аль Леонг — азіат революціонер
- Томмі Моррісон — Дейв, боєць опору
- Норман Д. Вілсон — продавець газет

## Сприйняття
На агрегаторі рецензій Rotten Tomatoes фільм має 86 % схвальних рецензій критиків. На Metacritic його середня оцінка складає 55 зі 100.
Жанет Маслін у «The New York Times» написала, що фільм — цікава знахідка, але доти, поки головний герой знайомиться з використанням окулярів, які показують правду. «Містер Пайпер витрачає решту свого часу на гасання без будь-якої мети, хоча він заявляє з певним ентузіазмом, що нації потрібен дзвінок для пробудження, який він планує зробити сам». Розчаровує однозначність закладеної ідеї та її виконання, проте сама думка про сили, що контролюють людей через медіа, досить переконлива.
Джонатан Розенбаум у «Chicago Reader» описав «Вони живуть» як «цікаву (хоча й ідеологічно непослідовну)» відверту сатиру, спрямовану проти президента США Рональда Рейгана. Фільм має декілька зайвих скорочень, а можливості, притаманні центральній задумці фільму, досліджуються лише побіжно.
Документальний фільм 2012 року «Путівник збоченця в ідеологію», представлений словенським філософом і психоаналітиком Славоєм Жижеком, починається з аналізу фільму «Вони живуть». Жижек пояснює: «„Вони живуть“, безумовно, один із забутих шедеврів голлівудських лівих… Сонцезахисні окуляри функціонують як критика ідеології. Вони дозволяють побачити справжнє повідомлення за всією пропагандою, блиском, плакатами тощо… Коли ви надягаєте сонцезахисні окуляри, ви бачите диктатуру в демократії, невидимий порядок, який підтримує вашу явну свободу».
Rotten Tomatoes поставили сцену бійки між Надою та Френком на 7-е місце у своєму списку «20 найкращих сцен бійки в історії».

## Вплив
Ідея фільму використана у кліпі Arman Van Helden «Into your eyes», де головний герой, одягаючи окуляри, бачить деяких людей як танцівниць у купальниках.
Бійка між Надою та Френком пародійно відтворена у відеогрі Saints Row IV, а Родді Пайпер і Кіт Девід озвучують її учасників.
Популярна репліка Нади та варіації на її тему: «Я прийшов сюди, щоб жувати жуйку і надерти дупу. І в мене закінчилася жуйка». Пізніше вона була використана у відеогрі Duke Nukem 3D, звідки їй часто помилково приписується походження.